# 周定緯
周定緯（1987年8月11日—），臺灣男歌手，出道於歌唱比賽節目《超級星光大道》。媒體稱他和同樣簽入華研的林宥嘉、許仁、潘裕文為「星光四少」或「華研四公子」。

## 個人背景
- 畢業於高雄市立七賢國民小學、高雄市立五福國民中學、高雄市私立道明高級中學高中部、淡江大學經營決策學系學士、健行科技大學經營管理碩士

- 2006年，參加「2006敢動百分百錢櫃星秀選拔賽」，周定緯一路從初賽晉級，最後於同年9月3日在娛樂百分百撥出的總決賽中，獲得冠軍，並獲得於南拳媽媽在2006年9月9號舉辦的演唱會上擔任表演嘉賓。

- 2006年，參加「2006大電視之星SHOW TIME」，並獲得動感組冠軍。

- 2007年在第一屆《超級星光大道》歌唱選秀競賽中，以動感路線聞名，同年7月6日總決賽中獲得第二名『亞軍』。之後，媒體稱他和同樣簽入華研的林宥嘉、潘裕文、許仁杰為「星光四少」或「華研四公子」。然而，許仁杰、潘裕文接續在2011年初、底退出華研。後來，周定緯亦在2016年7月底退出華研。

- 2009年底到2010年初，周定緯參加中國移動選秀比賽《咪咕明星學院》，最後獲得第三名。

- 星光畢業後，周定緯以個人身分在演藝圈三年半(中間2008年10月發行一張EP)，2010年11月以團體SIGMA身分全新出發，並擔任團長，同團成員則有同樣來自星光的星光五班李宇、及舞者林維哲，後來林維哲於2012年8月底因個人發展原因而退出。之後SIGMA以雙人組合維持一年，期間除了接活動外，並未有任何新作品。最後隨著團員入伍華研也於2013年12月將公司官方網站有關SIGMA的所有頁面刪除，雖未正式對外宣布，但已形同解散。

- 2013年3月經過內政部役政署舉辦的「102年替代役公益暨反毒大使團」徵選，考取「主唱」一職，並於同年8月26日入伍服役。[1]後來於2014年5月23日內政部舉辦之「103年上半年替代役績優單位及役男表揚活動」中獲得績優役男，並記錄於[2][3]績優役男芬芳錄中。[4]最後於2014年8月8日退伍。退伍後的周定緯，也正式從「團體」回歸為「個人歌手」。

- 2014年11月8日參加2014宜蘭國道馬拉松賽半馬組(21KM)完賽，參與藝人有姚元浩、楊伊湄。

- 2015年12月18日與星光幫成員許仁及徐凱希、SIGMA成員林維哲、朋友潘家鋒及楊士弘共六人組成STWD，並公布第一個作品影片（页面存档备份，存于）(此為喜愛音樂的好友們私下組成，非正式團體)

- 2016年7月30日，華研為星光四少、閻亦格、倪安東於馬來西亞雲星劇場舉辦星光傳奇演唱會，為星光四少相隔八年後再次同台，此活動也成為周定緯在華研的最後一場公開活動。(8/1左右退出，於同月粉絲見面會宣布此事 （页面存档备份，存于）)

- 2016年8月19日，周定緯於個人粉絲團、個人Youtube頻道放上與師弟李友廷及其他同為替代役公益暨反毒大使團的好友們，合作翻唱法拉利姐「BoBoBo」的影片，得到眾多網友們好評及回響，而受到關注。

- 2020年2月8日，周定緯接演TVBS歡樂台偶像劇《墜愛》，劇中飾演蜜蜂化身的碎念祕書，角色浮誇討喜，備受眾多劇迷喜愛。[5]

## 比賽歷程

### 百分百錢櫃星秀選拔賽
在娛樂百分百撥出
| 撥出日期   | 主題     | 演唱曲目            | 備註                                     |
| 2006-08-20 | 複賽     | 機器娃娃/羅志祥     |                                          |
| 2006-08-27 | 月冠軍賽 | 決戰鬥室/潘瑋柏     | 獲得八月月冠軍                           |
| 2006-09-03 | 總冠軍賽 | 第五街的誘惑/李玖哲 | 獲得總冠軍，並獲得擔任南拳媽媽演唱會嘉賓 |

### 超級星光大道

#### 超級星光大道 (第一屆)
| 集數 | 撥出日期            | 主題                                       | 演唱曲目                              | 分數     | 備註                                                                   |
| 0    | 2007-01-05          | 超級星光大道選秀會 棚內試唱                | (未播出)                              | (未播出) | 只剪輯跳舞才藝片段                                                     |
| 1    | 2007-01-12          | 百萬巨星殊死戰                             | 江南 / 林俊傑                         | 0        | 本集原應淘汰，之後靠加分題獲得晉級機會                                 |
| 1    | 2007-01-12          | 百萬巨星殊死戰                             | 加分：舞蹈表演                        | 16       | 本集原應淘汰，之後靠加分題獲得晉級機會                                 |
| 4    | 2007-02-02          | 入選資格賽(50人取20人)(下)                 | Tell Me / 潘瑋柏                      | 17       |                                                                        |
| 9    | 2007-03-09          | 一對一PK賽(下)                             | 愛是懷疑 / 陳奕迅                     | 17       | PK鴨子、謝震廷 (因參賽者人數為奇數，故此組三人PK)                      |
| 10   | 2007-03-16          | 再見風華 老歌指定賽                        | Unchained Melody / Righteous Brothers | 17       |                                                                        |
| 12   | 2007-03-30          | 同舟共濟 16強合唱指定賽                    | 愛得正好 / 蘇永康&陳潔儀              | 16       | 與李宣榕合唱                                                           |
| 13   | 2007-04-06          | 15強淘汰賽                                 | 婚禮的祝福 / 陳奕迅                   | 13       |                                                                        |
| 14   | 2007-04-13          | 向偶像致敬 大震撼！臨場狀況考驗淘汰賽      | Hug / 東方神起                        | 19       |                                                                        |
| 15   | 2007-04-20          | 優勝劣敗 1對1PK賽                          | 秋意濃 / 張學友                       | 20       |                                                                        |
| 16   | 2007-04-27          | 挑戰．試煉 藝人合唱指定賽                  | 月亮惹的禍 / 張宇                     | 16       | 與張宇合唱                                                             |
| 17   | 2007-05-04          | 機會．命運 踢館挑戰賽Part I                | 天生一對 / 楊韻禾                     | 開場表演 | 開場表演：楊韻禾演唱，周定緯幫忙舞蹈、RAP 該集周定緯未被抽到，直接晉級 |
| 18   | 2007-05-11          | 隱藏的危機 踢館挑戰賽Part II               | 接受我 /陶晶瑩                        | 16       | PK鄭森                                                                 |
| 19   | 2007-05-18          | 百萬巨星殊死戰心魔 踢館挑戰賽Part III      | 眼淚知道 /溫嵐                        | 13       | PK陳嘉琪                                                               |
| 20   | 2007-05-25          | 他山之石可以攻錯 終極版指名踢館賽          | 春光乍洩 /黃耀明                      | 16       | PK張涵雅                                                               |
| 21   | 2007-06-01          | 險峰 不插電演唱淘汰賽                      | 猜不透 /張韶涵                        | 17       |                                                                        |
| 22   | 2007-06-08          | 水能載舟 地獄悲歌VS天堂high歌              | 往日情/李玟 + 二十二/陶喆             | 18       | 目前積分1.8分，暫居第二名                                              |
| 23   | 2007-06-15          | 老戰友 默契合唱考驗賽                      | 著魔 /B.A.D                           | 15       | 與鄭智文合唱，目前積分3.3分，暫居第四名                                |
| 24   | 2007-06-22          | 星光依舊燦爛 偶像對唱抗壓戰                | 痛徹心扉/張棟樑                       | 21       | 與張棟樑合唱，目前積分5.4分，暫居第三名                                |
| 25   | 2007-06-29          | 堅持的勇氣 第五名決定賽                    | 是否 /蘇芮                            | 18       | 目前積分7.2分，暫居第三名                                              |
| 25   | 2007-06-29          | 堅持的勇氣 第五名決定賽                    | 第五街的誘惑 /李玖哲                  | 不評分   | 評審決定周定緯可晉級總決賽                                             |
| 26   | 2007-07-06          | 總決賽戰                                   | 預感 /陳奕迅                          | 21       | 第一輪結束積分19.8分，暫居第三名                                       |
| 26   | 2007-07-06          | 總決賽戰                                   | Sad Tango /Rain                       | 不評分   | 第二輪結束，最後名次第二名                                             |
| 27   | 2007-07-13          | 今夜星光多美好 畢業頒獎典禮                | 洗牌 / 李玖哲                         | 表演     | 最佳POSE獎                                                             |
| 27   | 2007-07-13          | 今夜星光多美好 畢業頒獎典禮                | 因為我相信 / 星光幫                   | 表演     |                                                                        |
| 特別 | 2007-05-27 棚內評選 | 前六強分數為前四高者 可參與S.H.E簽唱會表演 | 交換禮物 / L.A. Boyz                  | 18       | 分數為前四高，可參與S.H.E簽唱會表演嘉賓 （部分片段，未完整播出）       |

#### 學長姊合作賽
| 屆數   | 撥出日期   | 演唱曲目                | 分數   | 備註                                                       |
| 第二屆 | 2007-11-16 | 左右為難/張學友、鄭中基 | 23     | 與賴銘偉合唱，該集最高分，獲得打歌機會，演唱「我不會唱歌」 |
| 第四屆 | 2008-10-31 | 當真就好/張國榮、陳淑樺 | 20     | 與張涵雅合唱                                               |
| 第五屆 | 2009-07-24 | 飆汗/容祖兒、羅志祥     | 不評分 | 與王璿合唱，網路投票王璿獲得17384票                        |

#### 特別節目
| 撥出日期   | 主題                        | 演唱曲目                     | 分數 | 備註                                                 |
| 2008-02-06 | 除夕特別節目-星光閃耀賀新春 | 第五街的誘惑/李玖哲          | 24   | 進階舞蹈組，PK葉瑋庭，平手                           |
| 2008-02-06 | 除夕特別節目-星光閃耀賀新春 | 我愛台妹/MC Hot Dog、張震嶽  | 23   | PK翊萱，獲勝                                         |
| 2009-01-25 | 除夕特別節目-牛轉乾坤旺旺來 | 天真/杜德偉                  | 45   | PK梁文音，平手                                       |
| 2009-01-25 | 除夕特別節目-牛轉乾坤旺旺來 | So What/周定緯               | 49   | PK梁文音，因為上面平手，30秒清唱PK，失敗(梁文音50分) |
| 2009-10-23 | 中視40台慶-唱旺閃亮歲月     | 承認/辛曉琪、比我幸福/陳曉東 | 25   | 歌中劇組，與曾沛慈、孫自佑、張艾亞合作PK李千娜、李宇 |
| 2009-10-30 | 中視40台慶-唱旺閃亮總動員   | 科學小飛俠                   | 21   | 卡通組，PK林鴻鳴，平手                               |

### 咪咕明星學院
| 集數 | 撥出日期   | 主題                     | 演唱曲目                   | 備註                 |
| 1    | 2009-12-18 | 踢館卡學籍               | 我不會唱歌 / 周定緯        | PK雷諾兒             |
| 2    | 2009-01-08 |                          | 找自己                     | with文筱芮、開場表演 |
| 3    | 2009-01-15 |                          |                            | 無表演               |
| 4    | 2009-01-22 |                          |                            | 無表演               |
| 5    | 2009-01-29 |                          | 青藏高原                   |                      |
| 6    | 2009-02-05 | 年度十強：快歌表演       | 對你愛不完 / 郭富城        |                      |
| 7    | 2009-02-12 | 快歌表演                 | 第五街的诱惑 / 李玖哲      |                      |
| 7    | 2009-02-12 | 明星幫幫唱               | 兩個人的荒島/S.H.E、周定緯 | 與師姐S.H.E合唱      |
| 7    | 2009-02-12 | 改編曲串燒               | 我在北京第九夜             |                      |
| 8    | 2009-02-19 | 咪咕明星學院新春特別獻禮 |                            |                      |
| 9    | 2009-02-26 |                          | 寂寞包廂/周定緯            |                      |
| 10   | 2009-03-05 | 十強進六強               | 江南/林俊傑                |                      |
| 11   | 2009-03-12 | 六強進五強               |                            |                      |
| 12   | 2009-03-19 | 五強進四強               | 雙人舞                     |                      |
| 13   | 2009-03-26 | 三強決定賽(總決賽)       | 謝謝濃                     |                      |
| 13   | 2009-03-26 | 三強決定賽(總決賽)       | 牛仔很忙                   | 最後拿到第三名       |

## 音樂作品

### 周定緯

#### 迷你專輯(EP)
| 發行日期       | 專輯名稱                       | 曲目                                                    | 發行公司     |
| 2008年10月31日 | So What 周定緯首張個人迷你專輯 | 1. 寂寞包廂 2. So What 3. 遠在身邊 4. You are not alone | 華研國際音樂 |

#### 唱片合輯
| 發行日期      | 合輯名稱                            | 曲目                                 | 發行公司     |
| 2007年6月29日 | 星光同學會 超級星光大道10強紀念合輯 | 《愛是懷疑》(原唱:陳奕迅)            | 華研唱片     |
| 2007年10月5日 | 愛星光精選 昨天今天明天             | 《我不會唱歌》 《預感》(原唱:陳奕迅) | 華研唱片     |
| 2007年12月7日 | 偶像劇《鬥牛，要不要》 電視原聲帶   | 《困獸》                             | 華研唱片     |
| 2015年12月4日 | 《追婚日記》 電影原聲帶             | 《Let's Boom!》                      | 華研唱片     |
| 2016年5月20日 | 天使愛唱歌 舞台劇原聲帶             |                                      | 如果兒童劇團 |
| 2023年3月27日 | 和平歸來 電視劇原聲帶               | 《為著心所愛的人》                   |              |

#### 線上數位發行
| 發行日期       | 曲目           | 發行公司       | 備註                                                             |
| 2017年7月26日  | You Should Try | 好舒服音樂公司 | 與許仁合唱                                                       |
| 2018年1月3日   | 魔範生         | 尖叫文化       |                                                                  |
| 2019年11月7日  | 唯一的理由     | 華納           | 與潘嘉麗合唱，係翻唱Calum Scott、Leona Lewis的You Are The Reason |
| 2021年12月10日 | 薛丁格的愛情   | 大胖音樂       | 與林維哲合唱                                                     |
| 2021年12月24日 | 喜歡一個人     |                | 與派翠克合唱                                                     |
| 2023年12月31日 | 乖·壞·怪       | 耳朵先生音樂   |                                                                  |
| 2024年8月16日  | 海裡花茉莉     | 耳朵先生音樂   | 實境節目《上船了各位！》節目主題曲                               |

#### 與其他藝人合作(有收錄於專輯)
| 專輯發行日期 | 合作藝人  | 合作歌曲     | 合作部分 | 收錄專輯          |
| 2008年       | S.H.E     | 比你賤       | RAP      | 我的電台 FM S.H.E |
| 2010年       | S.H.E     | 兩個人的荒島 | 合唱     | SHERO             |
| 2013年       | Popu Lady | 小未來       | RAP      | 小未來            |
| 2014年       | Popu Lady | 越跳越愛     | RAP      | More              |
| 2017年       | 麻吉弟弟  | 大逆有道     | 合唱     | 大逆有道          |
| 2023年       | 賴慧如    | 相愛的遺憾   | 合唱     | 若是拄著落雨天    |

#### 活動單曲或其他未收錄歌曲
| 日期   | 演唱者                                                                           | 歌曲名稱               | 備註                                     |
| 2008年 | 周定緯、潘裕文                                                                   | 光復台灣               | 遠雄二代宅廣告單曲                       |
| 2008年 | 動力火車、SHE、飛輪海、Tank、劉力揚 林宥嘉、周定緯、潘裕文、許仁杰、安伯政、鴨子 | 比較美好的世界         | 四川賑災公益單曲                         |
| 2010年 | 周定緯                                                                           | 音                     | 神話電視劇《天師鐘馗》片尾曲             |
| 2011年 | 周定緯、林芯儀                                                                   | 如果有一天我不在，樹在 | 中華民國百年國慶搖滾音樂劇《夢想家》歌曲 |
| 2011年 | 周定緯、林芯儀                                                                   | 我的二十歲             | 中華民國百年國慶搖滾音樂劇《夢想家》歌曲 |

### SIGMA

#### 專輯
| 發行日期       | 專輯名稱                | 曲目 | 發行公司     |
| 2010年12月17日 | Sigma 首張同名專輯      | 1. SIGMA 2. 我得了一種不跳舞就會死的病 DANCE or DIE 3. 後男友 Post-boyfriend 4. 淚奔 Running With Tears 5. [世界這麼亂 The World Is Such A Mess 6. 至少我有熱血到 At Least I Am Passionate 7. 讓我一次愛個夠 All I Can Love 8. 心裡的OS Innermost OS 9. 我這邊 By My Side 10. 就像妳是我 Just Like You Were Me | 華研國際音樂 |
| 2011年1月28日  | Sigma（影音雙全升級版） | 1.CD： 1. SIGMA 2. 我得了一種不跳舞就會死的病 3. 後男友 4. 淚奔 5. 世界這麼亂 6. 至少我有熱血到 7. 讓我一次愛個夠 8. 心裡的OS 9. 我這邊 10. 就像妳是我 2.DVD： 1. SIGMA MV 2. 淚奔 MV 3. 後男友 MV | 華研國際音樂 |

#### 活動單曲或其他未收錄專輯
| 日期   | 歌曲名稱   | 演唱者                | 備註                                       |
| 2011年 | 夢想家     | SIGMA、林芯儀、張靜之 | 中華民國百年國慶搖滾音樂劇《夢想家》主題曲 |
| 2011年 | 共同的未來 | SIGMA、林芯儀、張靜之 | 中華民國百年國慶搖滾音樂劇《夢想家》歌曲   |
| 2012年 | 去愛吧     | SIGMA                 | 電影西門町主題曲                           |

### 音樂創作作品
| 歌曲  | 主唱    | 收錄專輯      | 作詞                   | 作曲           | 編曲   |
| SIGMA | SIGMA   | SIGMA同名專輯 | 陳信延、周定緯 (RAP詞) | 楊子樸         | 呂紹淳 |
| 攤牌  | SpeXial | Dangerous     | Jerry Feng             | JerryC、周定緯 |        |

## 演唱會
| 演唱會日期     | 藝人                                         | 演唱會主題                 | 地點                                       |
| 2007年12月29日 | 周定緯、林宥嘉、潘裕文、許仁                 | 星光同學演唱會             | 台灣 台北（國立台灣大學體育館）            |
| 2008年3月15日  | 周定緯、林宥嘉、潘裕文、許仁                 | 星光同學演唱會             | 馬來西亞 雲頂高原（雲星劇場）              |
| 2008年8月3日   | 周定緯、林宥嘉、潘裕文、許仁                 | 星光同學演唱會             | 香港（伊莉沙伯體育館）（午、晚兩場)        |
| 2008年10月19日 | 周定緯、林宥嘉、潘裕文、許仁                 | Star 4 You 校園演唱會      | 台中明道中學                               |
| 2008年11月15日 | 周定緯、林宥嘉、潘裕文、許仁                 | Star 4 You 校園演唱會      | 台北商業技術學院                           |
| 2008年11月23日 | 周定緯、林宥嘉、潘裕文、許仁                 | Star 4 You 校園演唱會      | 桃園中原大學                               |
| 2008年12月20日 | 周定緯、林宥嘉、潘裕文、許仁                 | Star 4 You 校園演唱會      | 屏東永達技術學院                           |
| 2016年7月30日  | 周定緯、林宥嘉、潘裕文、許仁、閻奕格、倪安東 | 星光傳奇演唱會             | 馬來西亞 雲頂高原（雲星劇場）              |
| 2017年8月18日  | 周定緯、許仁                                 | You Should Try It 音樂會   | 台北三創生活園區5樓-Clapper Studio         |
| 2018年6月30日  | 周定緯                                       | 30 I AM                    | CORNER HOUSE 角落文創展演中心              |
| 2024年8月10日  | 周定緯                                       | 周定緯 Transfer 生日音樂會 | 台北市松山區八德路三段34號1樓 角落音樂餐廳 |

## 影視作品

### 電視劇
| 年度        | 撥出頻道                 | 劇名                 | 飾演           | 性質   | 登場集數                            | 合作演員                                                                                 |
| 2007年      | 台視、三立都會台         | 《鬥牛，要不要》     | Michael        | 客串   | 8                                   | 賀軍翔、Hebe、李威、柯奐如...等                                                          |
| 2010年      | 中視、八大綜合台         | 《就想賴著妳》       | 阿德           | 男配角 | 1、2、6、7、13                      | 言承旭、Ella、小嫻、張勛傑...等                                                          |
| 2012年      | MTV                      | 《PM10-AM03》        | 王慎言         | 男主角 | 1、2、5-7、9-10                     | 修杰楷、張兆志、謝依霖、夏語心、陳艾熙、大飛、張景嵐、方志友]、敖犬、小煜...等           |
| 2013年      | 樂視網、中天綜合台       | 《PMAM》             | 王慎言         | 男主角 | 1、2、5-7、9-17 19-20、23-30、32-40 | 修杰楷、張兆志、謝依霖、夏語心、陳艾熙、大飛、張景嵐、方志友、敖犬、小煜...等            |
| 2014年      | 樂視網、中天綜合台       | 《PMAM之美好偵探社》 | 王慎言         | 男主角 | 1、2、5-7、9-17 19-20、23-30、32-40 | 修杰楷、張兆志、謝依霖、夏語心、陳艾熙、大飛、張景嵐、方志友、敖犬、小煜...等            |
| 2015年      | 樂視網、中天綜合台       | 《PMAM之慾望俱樂部》 | 王慎言         | 男主角 | 1、2、5-7、9-17 19-20、23-30、32-40 | 謝祖武、張兆志、梁正群、夏語心、唐可玄、大飛、舒子晨、方志友、敖犬、小煜、小傑...等      |
| 2016年      | CHOCO TV                 | 《X情人》-媽寶情人   | James (簡志安) | 男主角 | 全                                  | 海裕芬、張瓊姿、王牧語                                                                   |
| 2017-2018年 | 芒果TV、愛奇藝台灣站     | 《那刻的怦然心動》   | 趙子豪         | 男配角 | 6-                                  | 胡宇威、闞清子、洪堯、關詩敏、劉品言、蔡淑臻、陶嫚曼...等                                |
| 2020年      | 中天娛樂台               | 《那刻的怦然心動》   | 趙子豪         | 男配角 | 6-                                  | 胡宇威、闞清子、洪堯、關詩敏、劉品言、蔡淑臻、陶嫚曼...等                                |
| 2019年      | 台視、東森綜合台         | 《男神時代》         | 蔡致遠         | 男配角 | 4-7                                 | 謝佳見、葉星辰、楊孟霖、梁以辰、劉書宏、夏語心…等                                        |
| 2019年      | LINE TV、八大綜合台      | 《靈異街11號》       | 嚴浩方         | 客串   | 3、10-12                            | 李國毅、簡嫚書、焦曼婷…等                                                                |
| 2020年      | TVBS歡樂台、愛奇藝台灣站 | 《墜愛》             | 簡嗡嗡         | 男配角 | 2-15                                | 安心亞、宋柏緯、溫昇豪、林映唯、吳珝陽、古斌…等                                          |
| 2020年      | myVideo(網路劇)          | 《不讀書俱樂部》     |                | 客串   | 12                                  | 主演：蕭子墨、李沐、紀言愷、張再興、林映唯、陳加恩 客串：郭子乾 、林鶴軒、郎祖筠、黑嘉嘉 |

### 電影
| 首映日期       | 片名                     | 飾演   | 性質                 | 合作演員                                     | 導演   |
| 2017年9月20日  | 《這一刻，我要世界看見》 | 王柏文 | 第二男主角           | 陳曼青、阿緯、劉道玄、張偉晉、冼色麗、利晴天 | 殷敬峰 |
| 2017年11月12日 | 《桃色交易之愛情偵探社》 | 耿進中 | 客串                 | 張郁婕、吳玟萱、馬國賢、李冠儀、何嘉文、倪禧 | 黃明程 |
| 2018年2月15日  | 《角頭2：王者再起》      | 情獸   | 因電影片長關係未登場 | 鄒兆龍、王識賢、高捷、孫國豪、李洛洋、嘎嘎   | 顏正國 |
| 2018年12月6日  | 《舞極限》               | 谷義峰 | 第二男主角           | 黃鴻升、李妍心、玉兔、洪立翰、徐謀俊、紀源   | 李閎   |

### 微電影
| 首映日期                                  | 片名                                                         | 飾演   | 演出性質 | 其他演員                                                                  | 公司                                  |
| 2013年6月20日                             | 《幸福守護》                                                 | 陳柏華 | 男主角   | Kimi、呂雪鳳、蔡明修、陳佳鈴                                              | 華南金控                              |
| 2017年8月10日                             | 《生日快樂》                                                 | 丈夫   | 男主角   | 林雨葶、陸夏                                                              | WebTVAsia                             |
| 2018年                                    | 《年尾巴》                                                   | 姚浩   | 配角     | 何潔柔、丁強、劉引商、鄭平成、馬力歐 樊光耀、謝盈萱、潘之敏、管罄、闕銘佑 | 略                                    |
| 2019年                                    | 《「電子金融服務(網路上及手機支付安全)篇」-速pay才是好麻吉》 | 小紀   | 主角     |                                                                           | 金管會                                |
| 2020年4月30日 2020年5月14日 2020年5月28日 | 《回到未來》                                                 | 書瑋   | 主角     | 勁宥、吳承恩、Miss布丁、Lena、Helen 孫宇辰、黃顥然、洪德明                | 物聯網智造基地 財團法人資訊工業策進會 |

### 舞台劇及音樂劇
| 日期                          | 劇團                               | 劇名                                             | 飾演                | 性質        |
| 2009年                        | 如果兒童劇團                       | 《誰是聖誕老公公？》                             | MOMO老師            | 客串        |
| 2015年12月25日~12月27日       | 如果兒童劇團                       | 《誰是聖誕老公公？》                             | MOMO老師            | 客串        |
| 2019年12月28日~12月29日       | 如果兒童劇團                       | 《誰是聖誕老公公？》                             | MOMO老師            | 客串        |
| 2011年10月10日、10月11日      | 表演工作坊                         | 《夢想家》                                       | 王晚晴              | 男主角      |
| 2013年2月27日~3月9日          | 如果兒童劇團                       | 《小花》                                         | 阿星                | 主角        |
| 2015年5月30日                 | 如果兒童劇團                       | 《流浪狗之歌》                                   | 路克                | 主角        |
| 2015年6月19日~2015年6月28日   | 如果兒童劇團                       | 《流浪狗之歌》                                   | 路克                | 主角        |
| 2015年10月10日                | 如果兒童劇團                       | 《流浪狗之歌》                                   | 路克                | 主角        |
| 2020年7月19日                 | 如果兒童劇團                       | 《流浪狗之歌》                                   | 路克                | 主角        |
| 2020年7月24日~7月25日         | 如果兒童劇團                       | 《流浪狗之歌》                                   | 路克                | 主角        |
| 2015年8月28日~8月30日         | 如果兒童劇團                       | 《豬探長秘密檔案三-棋逢敵手》                    | 管家                | 主角        |
| 2016年4月16日                 | 如果兒童劇團                       | 《天使愛唱歌》                                   | 風飛揚              | 主角        |
| 2016年5月20日~5月21日         | 如果兒童劇團                       | 《天使愛唱歌》                                   | 風飛揚              | 主角        |
| 2016年12月16日~2017年2月5日   | 台南人劇團 瘋戲樂工作室            | 《木蘭少女》                                     | 簡淳榭              | 男主角      |
| 2017年7月15日~2017年7月16日   | 台南人劇團 瘋戲樂工作室            | 《木蘭少女》                                     | 簡淳榭              | 男主角      |
| 2018年8月4日~2018年8月15日    | 台南人劇團 瘋戲樂工作室            | 《木蘭少女》                                     | 簡淳榭              | 男主角      |
| 2017年6月3日~2017年6月25日    | 天作之合劇場                       | 《MRT2》                                         | 王頻沈              | 男主角      |
| 2017年7月7日~2017年7月9日     | 天作之合劇場                       | 《MRT2》                                         | 王頻沈              | 男主角      |
| 2017年10月14日~10月22日       | 如果兒童劇團                       | 《豬探長秘密檔案四-豬探長之死》                  | Snow                | 主角        |
| 2017年11月11日                | 如果兒童劇團                       | 《豬探長秘密檔案四-豬探長之死》                  | Snow                | 主角        |
| 2017年11月24日~2017年12月3日  | 唱歌集音樂劇場                     | 《紐約台客》四集串聯-第三集                      | NICK                | 男主角      |
| 2018年11月17日                | 唱歌集音樂劇場                     | 《紐約台客》四集串聯-第三集                      | NICK                | 男主角      |
| 2018年3月28日~2018年4月1日    | C MUSICAL                          | 《不讀書俱樂部1-冬之夢》                         | 言午吉              | 男主角      |
| 2020年6月11日~2020年6月14日   | C MUSICAL                          | 《不讀書俱樂部1-冬之夢》                         | 言午吉              | 男主角      |
| 2018年5月5日~5月6日           | 如果兒童劇團                       | 《飛揚吧！火鳥》                                 | 年少風飛揚 阿豐爸爸 | 客串 配角   |
| 2018年6月23日                 | 如果兒童劇團                       | 《飛揚吧！火鳥》                                 | 年少風飛揚 阿豐爸爸 | 客串 配角   |
| 2018年7月28日                 | 如果兒童劇團                       | 《飛揚吧！火鳥》                                 | 年少風飛揚 阿豐爸爸 | 客串 配角   |
| 2019年6月29日~6月30日         | 如果兒童劇團                       | 《飛揚吧！火鳥》                                 | 年少風飛揚 阿豐爸爸 | 客串 配角   |
| 2018年9月21日~2018年9月23日   | C MUSICAL                          | 《不讀書俱樂部2-我的心略大於我的宇宙》           | 言午吉              | 男主角      |
| 2020年6月18日~2020年6月21日   | C MUSICAL                          | 《不讀書俱樂部2-我的心略大於我的宇宙》           | 言午吉              | 男主角      |
| 2018年10月5日~2018年10月14日  | 台南人劇團                         | 《第十二夜》                                     | 馬萬重              | 男配角      |
| 2019年9月27日~2019年9月29日   | 台南人劇團                         | 《第十二夜》                                     | 馬萬重              | 男配角      |
| 2019年12月21日~2019年12月22日 | 臺北市立國樂團 全民大劇團          | 《閃亮亮系列：我的旁白人生》                     | 司馬遷              | 男主角      |
| 2020年12月5日~2020年12月6日   | 臺北市立國樂團 全民大劇團          | 《閃亮亮系列：我的旁白人生》                     | 司馬遷              | 男主角      |
| 2020年9月12日~2020年9月13日   | 如果兒童劇團                       | 《雲豹森林》                                     | 爺爺 閃電           | 配角 男主角 |
| 2021年4月3日~2021年4月4日     | 如果兒童劇團                       | 《小花》                                         | 阿星老師            | 男配角      |
| 2021年5月8日~5月9日           | O劇團                              | 《2021巧虎奇幻音樂世界MUSICALIA》                | 周定緯              | 現場歌手    |
| 2021年11月12日~11月14日       | 廣義場劇                           | 《徽因》                                         | 金岳霖              | 男配角      |
| 2022年7月15日~11月17日        | 廣義場劇                           | 《徽因》                                         | 金岳霖              | 男配角      |
| 2022年3月11日~3月13日         | 躍演音樂劇團                       | 《釧兒》                                         | 阿強                | 男主角      |
| 2022年5月1日                  | 躍演音樂劇團                       | 《麗驚卡拉的最後一夜》                           |                     | 客串        |
| 2022年8月5日~8月7日           | 唱歌集音樂劇場                     | 《愛AI妻》                                       | 阿鎬                | 男主角      |
| 2022年9月21日~10月16日        | 瘋戲樂工作室                       | 《I Love You, You're Perfect, Now Change》中文版 | 丁文強...等多角色   | 男主角      |
| 2022年11月17日~11月20日       | 三點水製藝文化有限公司             | 《雨港基隆》                                     | 李肇維              | 男主角      |
| 2022年12月4日~12月6日         | 三點水製藝文化有限公司             | 《雨港基隆》                                     | 李肇維              | 男主角      |
| 2024年11月30日                | 安可文創                           | 《聲生不息》讀劇音樂會                           |                     | 男主角      |
| 2025年3月8日~3月9日           | 金星文創、聯合數位文創、好位子劇團 | 《謝謝大家收看》                                 |                     | 男配角      |
| 2025年6月20日~6月29日         | 安可文創                           | 《熱蘭遮:刺桐花開時》                            |                     | 男主角      |
| 2025年5月24日~5月25日         | 瘋戲樂工作室                       | 音樂劇《搖滾芭比》全新中文版                     |                     | 男主角      |

### MV演出
| 首播日期       | 演唱者                | 歌曲                              | 收錄專輯                                   | 參與藝人                                                                         |
| 2007年         | 星光一班              | 因為我相信                        | 星光同學會                                 | 林宥嘉、周定緯、潘裕文、盧學叡、劉明峰 楊宗緯、許仁杰、謝震廷、李宣榕、安伯政    |
| 2007年         | 星光一班              | 總在我身旁                        | 昨天今天明天                               | 林宥嘉、周定緯、潘裕文、劉明峰、許仁杰 謝震廷、李宣榕、安伯政、鴨子              |
| 2007年         | 周定緯                | 我不會唱歌                        | 昨天今天明天                               | 周定緯                                                                           |
| 2008年         | 華研群星              | 比較美好的世界                    |                                            | 動力火車、SHE、飛輪海、Tank、林宥嘉、周定緯 潘裕文、許仁杰、安伯政、鴨子、劉力揚 |
| 2008年         | 周定緯                | 寂寞包廂                          | So What                                    | 周定緯、陳庭妮                                                                   |
| 2008年         | 周定緯                | 遠在身邊                          | So What                                    | 周定緯                                                                           |
| 2010年6月20日  | S.H.E、周定緯         | 兩個人的荒島                      | SHERO                                      | Selina、Hebe、Ella、周定緯                                                       |
| 2010年12月8日  | SIGMA                 | SIGMA                             | Sigma 首張同名專輯                         | 周定緯、李杰宇、林維哲                                                           |
| 2010年12月23日 | SIGMA                 | 淚奔                              | Sigma 首張同名專輯                         | 周定緯、李杰宇、林維哲、茵芙                                                     |
| 2011年1月12日  | SIGMA                 | 後男友                            | Sigma 首張同名專輯                         | 周定緯、李杰宇、林維哲、大元                                                     |
| 2011年2月14日  | SIGMA                 | 世界這麼亂                        | Sigma 首張同名專輯                         | 周定緯、李杰宇、林維哲                                                           |
| 2011年10月10日 | SIGMA、林芯儀、張靜之 | 夢想家                            | 中華民國百年國慶搖滾音樂劇《夢想家》主題曲 | 周定緯、李杰宇、林維哲、林芯儀、張靜之                                           |
| 2018年1月3日   | 周定緯                | 魔範生 （页面存档备份，存于）     | 數位單曲                                   | 周定緯                                                                           |
| 2018年10月11日 | 徐小花                | 成為你的鹿 （页面存档备份，存于） | 你有貓膩                                   | 徐小花、周定緯、卜星慧、張瑋                                                     |
| 2019年11月17日 | 潘嘉麗、周定緯        | 唯一的理由 （页面存档备份，存于） | 數位單曲                                   | 潘嘉麗、周定緯                                                                   |
| 2020年9月30日  | 米亞若                | Kiss Kiss （页面存档备份，存于）  | 數位單曲                                   | 周定緯、米亞若                                                                   |

### 官方Cover影片
| 首播日期       | 原演唱者                    | 歌曲                   | 參與藝人                                       | 備註 |
| 2012年3月31日  | Shinhwa                     | Venus                  | 周定緯                                         | dance cover                                                                                             |
| 2013年1月30日  | P!nk                        | Try                    | 周定緯、Kimi                                   | |
| 2013年5月23日  | Shinhwa                     | This Love              | 周定緯                                         | dance cover                                                                                             |
| 2014年3月3日   |                             | So Beautiful + Bananas | 周定緯                                         | |
| 2015年2月10日  | 蔡依林                      | 野蠻遊戲（Remix）      | 周定緯                                         | 改編歌曲、舞蹈                                                                                          |
| 2015年3月17日  | 五月天                      | 傷心的人別聽慢歌remix  | 周定緯                                         | 改編歌曲、舞蹈                                                                                          |
| 2015年3月26日  | Shinhwa                     | SNIPER                 | 周定緯、林維哲                                 | dance cover                                                                                             |
| 2015年4月29日  | 陳奕迅                      | 愛是懷疑               | 周定緯                                         | 改編歌曲、舞蹈                                                                                          |
| 2016年8月19日  | 法拉利姐                    | BoBoBo                 | 周定緯、李友廷                                 | 改編歌曲                                                                                                |
| 2017年2月28日  | 石井健雄                    | Chicken Attack         | 周定緯、蔡邵桓、林玟圻、顏志翔、周家寬、劉冠宏 | |
| 2017年4月27日  | EXO CHANYEOL & PUNCH        | Stay With Me           | 周定緯、Gino、王彩樺                           | dance cover                                                                                             |
| 2017年5月29日  | PSY                         | I LUV IT               | 周定緯、李千娜                                 | 改編歌詞、舞蹈                                                                                          |
| 2017年6月14日  | Crush                       | Beautiful              | 周定緯、Jeff Lu                                | |
| 2017年6月27日  | G-Dragon                    | BULLSHIT               | 周定緯、林維哲                                 | dance cover                                                                                             |
| 2017年11月24日 | 丁噹                        | 猜不透                 | 周定緯、李友廷                                 | 改編歌曲                                                                                                |
| 2018年2月13日  | 林子祥、葉蒨文              | 選擇                   | 周定緯、李千娜                                 | 2018情人節最經典男女情歌對唱                                                                            |
| 2018年2月13日  | 陳奕迅、王菲                | 因為愛情               | 周定緯、李千娜                                 | 2018情人節最經典男女情歌對唱                                                                            |
| 2018年2月13日  | 吳宗憲、溫嵐                | 屋頂                   | 周定緯、李千娜                                 | 2018情人節最經典男女情歌對唱                                                                            |
| 2018年2月13日  | 張洪量、莫文蔚              | 廣島之戀               | 周定緯、李千娜                                 | 2018情人節最經典男女情歌對唱                                                                            |
| 2018年2月13日  | 張學友、高慧君              | 你最珍貴               | 周定緯、李千娜                                 | 2018情人節最經典男女情歌對唱                                                                            |
| 2018年2月13日  | 周杰倫、張惠妹              | 不該                   | 周定緯、李千娜                                 | 2018情人節最經典男女情歌對唱                                                                            |
| 2018年2月13日  | F.I.R.飛兒樂團              | 天天夜夜               | 周定緯、李千娜                                 | 2018情人節最經典男女情歌對唱                                                                            |
| 2018年2月13日  | 張雨生、張惠妹              | 最愛的人傷我最深       | 周定緯、李千娜                                 | 2018情人節最經典男女情歌對唱                                                                            |
| 2018年2月13日  | 周杰倫、梁心頤              | 珊瑚海                 | 周定緯、李千娜                                 | 2018情人節最經典男女情歌對唱                                                                            |
| 2018年2月13日  | 蕭敬騰、張惠妹              | 一眼瞬間               | 周定緯、李千娜                                 | 2018情人節最經典男女情歌對唱                                                                            |
| 2018年2月13日  | 鄭中基、陳慧琳              | 製造浪漫               | 周定緯、李千娜                                 | 2018情人節最經典男女情歌對唱                                                                            |
| 2018年2月13日  | 羅志祥、小S徐熙娣           | 戀愛達人               | 周定緯、李千娜                                 | 2018情人節最經典男女情歌對唱                                                                            |
| 2018年2月13日  | 林俊傑、蔡卓妍              | 小酒窩                 | 周定緯、李千娜                                 | 2018情人節最經典男女情歌對唱                                                                            |
| 2018年2月13日  | 陶喆、蔡依林                | 今天你要嫁給我         | 周定緯、李千娜                                 | 2018情人節最經典男女情歌對唱                                                                            |
| 2019年1月7日   | A-Lin                       | 有一種悲傷             | 周定緯                                         | 改編歌曲                                                                                                |
| 2019年8月14日  | 江蕙                        | 家後                   | 周定緯、安伯政                                 | |
| 2019年8月14日  | 王識賢                      | 腳踏車                 | 周定緯、安伯政                                 | |
| 2019年8月23日  | 郭修彧                      | 抽象圖                 | 周定緯                                         | |
| 2019年9月23日  | 周杰倫                      | 說好不哭               | 周定緯、李洛洋、潘家銳、潘家鋒                 | R&B嘻哈改編版                                                                                           |
| 2019年10月10日 | 泰民                        | Famous                 | 周定緯                                         | dance cover                                                                                             |
| 2019年10月21日 | Ariana Grande、Social House | Boyfriend              | 周定緯、林維哲、張偉晉                         | 自編舞蹈                                                                                                |
| 2019年11月18日 | IPIS蟑螂合唱團              | 分手                   | 周定緯、林玟圻、愛莉鵝                         | |
| 2019年11月28日 | TENSION                     | 先說再見               | 周定緯、李洛洋、潘家銳、潘家鋒                 | R&B嘻哈改編版                                                                                           |
| 2020年4月26日  | (G)I-DLE                    | Oh my god lion         | 周定緯、嘻小瓜、王大文                         | |
| 2020年5月12日  | G22、劉明湘                 | 徹底                   | 周定緯、林茉曦                                 | 嘻小瓜編舞                                                                                              |
| 2020年5月19日  | J.Sheon                     | 輸情歌                 | 周定緯、潘家銳、潘家鋒                         | Become伴奏                                                                                              |
| 2020年7月31日  | 李芷婷                      | 殘酷森林               | 周定緯                                         | 挑戰賽合輯，各自演唱後上傳YouTube頻道 挑戰歌手：李芷婷、周定緯、開水小姐 劉學甫、馮玟璇、鄭可強、簡語卉 |

## 主持作品

### 主持人
| 撥出年分 | 電視頻道   | 節目名稱     | 主持搭檔 | 目前節目狀況 |
| 2009年   | 年代綜合台 | 動物福利社   | 鴨子     | 已停播       |
| 2010年   | 緯來體育台 | 單車樂活週報 | 解婕翎   | 已停播       |

### 代班主持
| 代班日期       | 電視頻道   | 節目名稱     | 節目主持人            | 代班搭檔                       |
| 2007年8月7日   | 中天綜合台 | 大學生了沒   | 陶晶瑩、納豆、阿Ken   | 陶晶瑩、納豆                   |
| 2007年12月17日 | 三立都會台 | 完全娛樂     | 王仁甫、JR            | JR、林宥嘉                     |
| 2009年1月9日   | 中視       | 超级星光大道 | 陶晶瑩                | 蔡康永、林宥嘉、潘裕文、許仁傑 |
| 2009年1月16日  | 中視       | 超级星光大道 | 陶晶瑩                | 蔡康永、林宥嘉、潘裕文、許仁傑 |
| 2012年3月5日   | MTV        | 蘋果娛樂新聞 | 翁滋蔓(蔓蔓)、JR...等 | 翁滋蔓(蔓蔓)                   |
| 2012年4月14日  | MTV        | 蘋果娛樂新聞 | 翁滋蔓(蔓蔓)、JR...等 | JR                             |
| 2012年4月23日  | MTV        | 蘋果娛樂新聞 | 翁滋蔓(蔓蔓)、JR...等 | 翁滋蔓(蔓蔓)                   |

## 廣告、活動代言

### 周定緯
| 年度   | 代言商品                                          | 代言藝人                                   |
| 2007年 | motorola                                          | 周定緯、林宥嘉                             |
| 2007年 | 封魔獵人online game                               | 周定緯、林宥嘉、鴨子                       |
| 2007年 | 全國街舞大賽                                      | 周定緯                                     |
| 2007年 | 豐靡美姬彩妝                                      | 周定緯、林宥嘉                             |
| 2007年 | 7-11迪士尼星光大道                                | 周定緯、林宥嘉、潘裕文、許仁、鴨子、盧學叡 |
| 2007年 | Armani Exchange代言：環保創意Ｔ恤比賽，活動大使   | 周定緯                                     |
| 2008年 | HBL藍球賽 20週年                                  | 周定緯                                     |
| 2008年 | Maybelline睫毛膏                                  | 周定緯                                     |
| 2008年 | Nike Human Race                                   | 周定緯、潘裕文、許仁                       |
| 2008年 | 好事聯播網全國街舞大賽BEST精舞門                  | 周定緯                                     |
| 2008年 | Pizza Hut 氛享屋 義大利薄餅走秀                   | 周定緯、鴨子、林芯儀                       |
| 2009年 | 2009年「臺北縣永和元宵好采頭」活動                | 周定緯、潘裕文、許仁                       |
| 2009年 | MOD韓劇「比利金看看我」billyjean舞蹈教學          | 周定緯                                     |
| 2009年 | 麥當勞咖哩香雞翅                                  | 周定緯、SHE、潘裕文、許仁                  |
| 2009年 | ETUDE HOUSE 韓國化粧品                            | 周定緯                                     |
| 2009年 | Disney Channel 「2009歌舞青春夏日飆舞季」舞蹈大賽 | 周定緯、賴琳恩                             |

### SIGMA
| 年度   | 代言商品              | 代言藝人    |
| 2011年 | SYM 三陽機車 mii110   | SIGMA、大元 |
| 2011年 | HEME                  | SIGMA       |
| 2011年 | 百年全中運‧活躍在台中 | SIGMA       |

## 得獎紀錄
| 頒獎日期       | 典禮名稱                             | 得獎項目               | 備註                                |
| 2008年3月1日   | 2008 HITO流行音樂獎頒獎典禮          | hito聲猛新人獎         | 星光幫                              |
| 2008年3月1日   | 2008 HITO流行音樂獎頒獎典禮          | 最受歡迎新人           | 星光幫                              |
| 2008年7月30日  | 2008 新城國語力頒獎禮                | 新城國語力人氣偶像大獎 | 星光幫                              |
| 2008年7月30日  | 2008 新城國語力頒獎禮                | 新城國語新勢力組合     | 星光幫                              |
| 2011年6月24日  | 第五屆中國移動無線音樂咪咕匯頒獎典禮 | 年度最暢銷對唱金曲     | 歌曲：兩個人的荒島(和師姐S.H.E合唱) |
| 2011年11月24日 | 第四屆音樂風云榜新人盛典             | 最佳潛力組合           | SIGMA                               |
| 2011年12月11日 | 2011年音樂先鋒榜                     | 先锋新组合             | SIGMA                               |

## 外部連結
- 華研國際音樂官方首頁（页面存档备份，存于）
- 周定緯的Facebook專頁
- 周定緯的新浪微博
- 周定緯的Instagram帳戶
- 周定緯的Plurk專頁
- YouTube上的周定緯頻道

| 前任： 首位 | 超級星光大道亞軍 2007年7月6日-2008年1月18日 | 繼任： 梁文音 |